# العلاقات المغربية الكورية الشمالية
العلاقات المغربية الكورية الشمالية هي العلاقات الثنائية التي تجمع بين المغرب وكوريا الشمالية.

## مقارنة بين البلدين
هذه مقارنة عامة ومرجعية للدولتين:
| وجه المقارنة                                              | المغرب                                 | كوريا الشمالية                        |
| --------------------------------------------------------- | -------------------------------------- | ------------------------------------- |
| المساحة (كم2)                                             | 710.85 ألف                             | 120.54 ألف                            |
| عدد السكان (نسمة)                                         | 36.07 مليون                            | 25.49 مليون                           |
| الكثافة السكانية (ن./كم²)                                 | 50.74                                  | 211.47                                |
| العاصمة                                                   | الرباط                                 | بيونغيانغ                             |
| اللغة الرسمية                                             | اللغة العربية، أمازيغية معيارية مغربية | لغة كوريا الشمالية القياسية ‏          |
| العملة                                                    | درهم مغربي                             | وون كوري شمالي                        |
| الناتج المحلي الإجمالي (بليون دولار)                      | 109.14 مليار                           |                                       |
| الناتج المحلي الإجمالي (تعادل القوة الشرائية) بليون دولار | 274.06 مليار                           |                                       |
| الناتج المحلي الإجمالي الاسمي للفرد دولار أمريكي          | 2.88 ألف                               |                                       |
| الناتج المحلي الإجمالي للفرد دولار أمريكي                 | 7.49 ألف                               |                                       |
| مؤشر التنمية البشرية                                      | 0.628                                  |                                       |
| رمز المكالمات الدولي                                      | +212                                   | +850                                  |
| رمز الإنترنت                                              | .ma                                    | .kp                                   |
| المنطقة الزمنية                                           | ت ع م+01:00                            | ت ع م+08:30، ت ع م+08:30، ت ع م+09:00 |

## منظمات دولية مشتركة
يشترك البلدان في عضوية مجموعة من المنظمات الدولية، منها:
| علم المنظمة | اسم المنظمة                   | تاريخ انضمام المغرب | تاريخ انضمام كوريا الشمالية |
| ----------- | ----------------------------- | ------------------- | --------------------------- |
|             | يونسكو                        | 7 نوفمبر 1956       | 18 أكتوبر 1974              |
|             | الاتحاد الدولي للاتصالات      | 1 نوفمبر 1956       | ?                           |
|             | الاتحاد البريدي العالمي       | ?                   | ?                           |
|             | الأمم المتحدة                 | 12 نوفمبر 1956      | 17 سبتمبر 1991              |
|             | المنظمة الهيدروغرافية الدولية | ?                   | ?                           |

## وصلات خارجية
- موقع وزارة الخارجية المغربية
- موقع وزارة الخارجية الكورية الشمالية